# Apple File System
Apple File System (APFS) – system plików dla systemów macOS, iOS, tvOS i watchOS, opracowywany i wdrożony przez firmę Apple. Ma na celu rozwiązanie głównych problemów istniejącego systemu plików HFS+, używanego przed 2017 na tych platformach.
System plików został zoptymalizowany pod kątem współpracy z pamięcią flash i dyskami półprzewodnikowymi oraz koncentruje się przede wszystkim na szyfrowaniu.
| Twórca                         | Apple Inc                              |
| ------------------------------ | -------------------------------------- |
| Pełna nazwa                    | Apple File System                      |
| Data wprowadzenia              | 27 marca 2017                          |
| Limity                         |                                        |
| Maks. rozmiar pliku            | 263 bajtów                             |
| Maks. liczba plików            | 263                                    |
| Inne                           |                                        |
| Obsługiwane systemy operacyjne | macOS, iOS, tvOS, iPadOS, oraz watchOS |

## Historia
APFS został zaprezentowany na corocznej konferencji Worldwide Developers Conference (w skrócie WWDC) w czerwcu 2016 r. 27 marca 2017 r. został wdrożony w system iOS wraz z aktualizacją do wersji iOS 10.3. Został także wprowadzony do systemu macOS – udostępniono go w wersji 10.13 High Sierra (aktualizacja wydana 25 września 2017).

## Zalety
Wieloplatformowość
System plików został zaprojektowany tak, aby był obsługiwany przez wszystkie platformy firmy Apple od zegarków Apple Watch przez iOS aż po komputery Mac.
Optymalizacja pod SSD
Nowy system plików zoptymalizowano pod szybkie dyski SSD, co ma na celu przyśpieszenie takich procesów jak start aplikacji czy ładowanie plików.
Fast Directory Sizing
Rozwiązanie, które ma przyśpieszyć obliczanie ilości zajmowanego miejsca przez aplikacje poprzez gromadzenie tych informacji „w locie”.
Kopiowanie i przenoszenie plików
Nowa metoda zarządzania plikami ma błyskawicznie przenosić pliki z różnych miejsc na dysku.
Bezpieczeństwo
Nowością jest nowa technika szyfrowania dysków. Nowy system będzie robić to osobno dla pojedynczych plików, zabezpieczając dane i metadane tych najważniejszych własnymi i osobnymi kluczami szyfrowania, co w stosunku do obecnych technik zdecydowanie przyśpieszy cały proces szyfrowania lub odszyfrowania dysku.
Precyzyjne przechowywanie i odróżnianie plików
Format HFS+ potrafi magazynować pliki i rozróżniać je ze względu czas (np. utworzenia) z różnicą nie mniejszą niż sekunda. APFS potrafi robić to uwzględniając zmiany co nanosekundę.
Lepsza alokacja miejsca
APFS wprowadza także dynamiczną alokację przestrzeni, co pozwoli na przykład na wymianę jej między dwoma dyskami i zapis/odczyt, nawet jeśli na obecnie używanym dysku nie ma wolnego miejsca.

## Wady
Brak kompatybilności zarówno z poprzednimi wersjami systemów, jak i z innymi systemami operacyjnymi.